# Volkswagen Type 3
Volkswagen Type 3, 1500/1600, bilmodel fra Volkswagen, lanceret i 1961.
Type 1 er den velkendte VW-boble, Type 2 er VW-busserne og Pickup-modellerne (Rugbrødet). Deraf betegnelsen Type 3 for VW 1500/VW 1600.

## Historie
Efter succesen med Type 1 ville Volkswagen øge modelprogrammet med en noget større bil. Grundkonstruktionen med luftkølet boxermotor monteret længst tilbage beholdte man, men Type 3 fik lidt større karosseri, og var også mere bekvem at køre i. 1,5-liters motoren, som også fandtes i Type 1, konstrueredes delvis om, så den blev lavere (såkaldt "pandekagemotor"). Det gjorde, at man fik plads til et lille bagagerum ovenpå motoren, hvor Type 1 bare havde et lille rum bagved bagsædets ryglæn.
Modeller af Volkswagen Type 3:
- Volkswagen  1500.  Limousine, modelår 1962 præsenteredes i august 1961. Typnr. 31: 1493 cm³, 45 hk/3800 v/min. 4-cylindret boxermotor, 1 karburator. Normalbenzin. Bagagerum for og bag, tilgængelig udefra.

- Volkswagen 1500 Variant/Kombi præsenteredes februar 1962. Typnr 36.  Bilen kunne leveres med en ekstra fjeder over bagakslen, hvilket øgede nyttelasten fra 450 til 530 kg.

- Volkswagen 1500 S Limousine og Variant, modelår 1964, præsenteredes august 1963. 1493 cm³, 54 hk/4200 v/min. 4-cylindret boxer, 2 Solexkarburatorer. Superbenzin.

- Volkswagen 1600 TL,  1584 cm³, 54 hk/4000 v/min. 2 Solexkarburatorer. Den tredje model af type 3, bilen præsenteredes i august 1965. Bilen var af fastback-model. Men den havde mindre bagagerum bagi på grund af den lille bagklap. Beklageligt var at modellen aldrig fik en stor bagklap; det havde formentligt gjort bilen mere praktisk og populær. En nyhed var skivebremser for.

Fra august 1967 fik biler bestemt til USA-markedet elektronisk benzinindsprøjtning, noget som på de øvrige markeder først kunne fås fra og med juli 1968.
To-kreds bremsesystem kom på årsmodel 1968 (midten af 1967). Fra årsmodel 1969 kom der ny bagaksel, dobbeltledede drivaksler (undtaget Variant). Køreegenskaberne blev betydeligt bedre i og med at hjulene fjedrede op og ned. Det gamle pendulakselsystem indebar at hjulenes vinkel mod vejen varierede med fjederbevægelserne, noget som ikke mindst kunne give problemer ved skarpe sving, eftersom det yderste baghjul i værste fald "trak sig ind under bilen" og mistede størstedelen af vejgrebet.
Samme pendulakselkonstruktion anvendes af de fleste andre fabrikanter af biler med hækmotor, eksempelvis Porsche, Tatra og Škoda. Specielt Porsche og Tatra blev kendt for sine dårlige kurveegenskaber. Det lykkedes endda Sveriges Televisions motorprogram Trafikmagasinet i 1978 at vælte en ny Škoda ved en såkaldt  elgtest, en test man udsatte alle testbiler for.
Årsmodell 1970 fik nye kofangere efter amerikanske normer. Fronthjelmen blev lidt højere for at mindske fodgængerskader. I forbindelse med dette blev bagagerummet større.
I juli 1973 fremstilledes den sidste Volkswagen Type 3. Totalt produceredes der 2 584 904 stk. VW Type 3.

## Eksterne links
- Wikimedia Commons har flere filer relateret til Volkswagen Type 3